# 1 tháng 12
Ngày 1 tháng 12 là ngày thứ 335 (336 trong năm nhuận) trong lịch Gregory. Còn 30 ngày trong năm.

## Sự kiện
- 900 – Sau khi cho quân khống chế hoàng cung, Lưu Quý Thuật giả chiếu của Đường Chiêu Tông, ban chiếu lệnh cho Thái tử Lý Hựu kế vị hoàng đế triều Đường, tức ngày Tân Mão (7) tháng 11 âm lịch.
- 1370 – Trần Phủ đến phủ Kiến Hưng, truất Hoàng đế Nhật Lễ làm Hôn Đức công, hai ngày sau Trần Phủ lên ngôi hoàng đế, tức Trần Nghệ Tông, tức ngày 13 tháng 11 âm lịch.
- 1802 - Hoàng đế Gia Long triều Nguyễn làm lễ Hiến Phù báo công tổ tiên, trả thù nhà Tây Sơn[1].
- 1822 – Pedro I đăng quang ngôi hoàng đế của Đế quốc Brasil.
- 1913 – Sau khi giành được quyền tự quản từ Thổ Nhĩ Kỳ, đảo Kríti được sáp nhập vào Hy Lạp.
- 1918 – Vương quốc của các dân tộc Serb, Croat và Sloven được thành lập tại Beograd với quốc vương là Petar I, sau này đổi tên thành Vương quốc Nam Tư.
- 1959 – Hệ thống Hiệp ước Vùng Nam Cực bắt đầu được các bên ký kết.
- 1963 – Nagaland trở thành bang thứ 16 của Ấn Độ.
- 1964 – Malawi, Malta và Zambia gia nhập Liên Hợp Quốc.
- 1971 – Các Quốc gia Đình chiến tuyên bố độc lập khỏi Đế quốc Anh, thành lập Các Tiểu vương Quốc Ả Rập Thống nhất
- 1972 – Áo và Việt Nam xác lập quan hệ ngoại giao.
- 1973 – Papua New Guinea giành được quyền tự chủ từ Úc.
- 1976 – Angola gia nhập Liên Hợp Quốc.
- 1981 – Vi-rút AIDS được chính thức công nhận.
- 1988 – Benazir Bhutto được bổ nhiệm làm Thủ tướng Pakistan.
- 1988 – một nhóm công nhân ở Woolwich thành lập ra đội bóng Dial Square, tiền thân của câu lạc bộ Arsenal.
- 1991 – Đại đa số cử tri Ukraina tán thành độc lập từ Liên Xô trong cuộc trưng cầu dân ý diễn ra cùng ngày với bầu cử tổng thống.

## Sinh
- 1081 – Louis VI, Quốc vương Pháp (m. 1137)
- 1521 – Takeda Shingen, quân phiệt người Nhật Bản (m. 1573)
- 1792 – Nikolai Lobachevsky, nhà toán học người Nga, 20 tháng 11 theo lịch Julius (m. 1856)
- 1869 – Mirra Lokhvitskaya, nhà thơ người Nga, 19 tháng 11 theo lịch Julius (m. 1905)
- 1886 – Chu Đức, nhân vật quân sự và chính trị Trung Quốc (m. 1976)
- 1896 – Georgi Zhukov, tướng lĩnh người Nga tại Liên Xô, 19 tháng 11 theo lịch Julius (m. 1974)
- 1902 – Nguyễn Thái Học, nhà hoạt động chính trị người Việt Nam (m. 17/6/1930)
- 1916 – Vạn Lý, chính trị gia Trung Quốc (m. 2015)
- 1920 – Lê Đức Anh, nguyên Đại tướng, Bộ trưởng Bộ Quốc phòng, Tổng Tham mưu trưởng Quân đội nhân dân Việt Nam, Chủ tịch nước Cộng hòa xã hội chủ nghĩa Việt Nam (m. 22/4/2019)
- 1923 – Morris, họa sĩ truyện tranh người Bỉ (m. 2001)
- 1925 – Martin Rodbell, nhà hóa học người Mỹ, đoạt Giải Nobel (m. 1998)
- 1933 – Fujiko Fujio, nhà văn, nhà vẽ tranh minh họa người Nhật Bản (m. 1996)
- 1935 – Woody Allen, nhà kịch bản, đạo diễn và diễn viên người Mỹ
- 1943 – Finn E. Kydland, nhà kinh tế học người Na Uy
- 1945 – Bette Midler, ca sĩ-người viết ca khúc, nhà sản xuất, và diễn viên người Mỹ
- 1949
  - Pablo Escobar, trùm thuốc phiện người Colombia (m. 1993)
  - Sebastián Piñera, doanh nhân và chính trị gia người Chile, Tổng thống thứ 35 của Chile
- 1954 – Đỗ Bá Tỵ, Đại tướng, Tổng Tham mưu trưởng Quân đội nhân dân Việt Nam, nguyên Phó Chủ tịch Quốc hội nước Cộng hòa Xã hội Chủ nghĩa Việt Nam
- 1959 – Thanh Bạch, MC người Việt Nam
- 1964 – Salvatore Schillaci, cầu thủ bóng đá người Ý
- 1971 – Dolgorsüren Serjbudee, đô vật người Mông Cổ
- 1976 – Matthew Shepard, nạn nhân vụ giết người người Mỹ (m. 1998)
- 1977 – Brad Delson, người chơi guitar và nhà sản xuất người Mỹ (Linkin Park)
- 1982 - Hồ Trung Dũng, ca sĩ người Việt Nam
- 1987 – Thư Sướng, diễn viên, ca sĩ người Trung Quốc
- 1988 – Tyler Joseph, ca sĩ hát chính cho nhóm nhạc Twenty One Pilots
- 1992 – Marco van Ginkel, cầu thủ bóng đá người Hà Lan
- 2001 – Aiko, thành viên hoàng gia Nhật Bản

## Mất
- 948 – Cao Tòng Hối, vương nước Kinh Nam, tức ngày Quý Mão (28) tháng 10 năm Mậu Thân (s. 891)
- 1135 – Henry I, Quốc vương Anh (s. 1068)
- 1370 – Dương Nhật Lễ, vua (không chính thống) của nhà Trần (s. ?).
- 1483 – Carlotta của Savoia, Vương hậu nước Pháp (s. 1440)
- 1521 – Giáo hoàng Lêô X (s. 1475)
- 1640 – Georg Wilhelm, Tuyển hầu tước Brandenburg, Công tước Phổ (s. 1595)
- 1802 – Quang Toản, hoàng đế cuối cùng nhà Tây Sơn[1].
- 1825 – Aleksandr I, Hoàng đế Nga, Đại công tước Phần Lan, Quốc vương Ba Lan, Đại công tước Litva, tức 19 tháng 11 theo lịch Julius (s. 1777)
- 1830 – Giáo hoàng Piô VIII (s. 1761)
- 1841 – Nguyễn Phúc Gia Tiết, phong hiệu Mỹ Ninh Công chúa, công chúa con vua Minh Mạng (s. 1823)
- 1947 – Aleister Crowley, pháp sư và tác gia người Anh (s. 1875)
- 1970 – Hermann Detzner, sĩ quan an ninh người Đức (s. 1882)
- 1972 – Trần Thanh Phong, Trung tướng Quân lực Việt Nam Cộng hòa (s. 19/11/1926)
- 1973 – David Ben-Gurion, chính trị gia người Israel, Thủ tướng đầu tiên của Israel (s. 1886)
- 1991 – George Stigler, nhà kinh tế học người Mỹ, đoạt giải Nobel Kinh tế (s. 1911)
- 1997 – Stéphane Grappelli, nhạc công người Pháp (s. 1908)
- 2004 – Bernhard, vương phu Hà Lan sinh tại Đức (s. 1911)
- 2006 – Claude Jade, diễn viên người Pháp (s. 1948)
- 2022 – Nguyễn Thành Cung, thượng tướng, Thứ trưởng Bộ Quốc phòng Việt Nam (s. 15/7/1953)

## Những ngày lễ và kỷ niệm
- Ngày Thế giới phòng chống Bệnh AIDS (World AIDS Day)